# Ryoken Kawagishi
Ryoken Kawagishi (en japonès: 川岸良兼) (Komatsu, Prefectura d'Ishikawa, Japó 6 de desembre de 1966) és un golfista professional japonès.